# Lill-Lomsjön
Lill-Lomsjön är en sjö i Sundsvalls kommun i Medelpad och ingår i Ljungans huvudavrinningsområde.